# Cameraria hexalobina
Cameraria hexalobina är en fjärilsart som först beskrevs av Lajos Vári 1961.  Cameraria hexalobina ingår i släktet Cameraria och familjen styltmalar. Inga underarter finns listade i Catalogue of Life.